# Josep Soler i Palet
Josep Soler i Palet (Terrassa, 31 de juliol de 1859 - Barcelona, 22 de novembre de 1921) fou un historiador, advocat, polític i mecenes cultural català.
Va ser un intel·lectual que es va interessar per la història local de Terrassa, que va tractar amb una metodologia científica. A més a més, destacà per l'interés que mostrà per l'arqueologia i per la pintura catalana quatrecentista, de la qual va recollir una bona col·lecció. En els més de set-cents articles que va escriure, es va guiar per tres idees: «Catalunya, cultura i Terrassa». Era membre de la Reial Societat Arqueològica Tarraconense; també va ser elegit acadèmic de número de la Reial Acadèmia de Bones Lletres de Barcelona, en la sessió del 4 de juliol de 1901, proposat per Antoni Rubió i Lluch, Francesc de Bofarull i Francesc Maspons, i de la Reial Acadèmia de la Història. A la seua població natal fundà l'Arxiu Històric i la Biblioteca Municipal i, en morir va deixar a la ciutat, la seva col·lecció d'art, embrió de l'actual Museu de Terrassa, i el seu fons bibliogràfic, amb què es va crear la primera biblioteca pública de Terrassa, anomenada en record seu Biblioteca Soler i Palet, amb seu a la seva casa pairal. Va ser l'introductor del moviment catalanista a Terrassa, ja que va crear el Centre Català i l'Agrupació Regionalista.

## Obres
Va ser l'autor de diversos llibres:
- Monografía de la parroquia de Sant Julià de Altura (1893)
- Monografia de la iglesia parroquial de Tarrassa (1898)
- Erenía (Noveleta gris) (1898)[5]
- Llibre dels privilegis de Tarrassa (1899)
- Cent biografíes tarrassenques (1900)
- Els misteris i l'art gòtic (1912-1913)[6]
- Egara-Terrassa (1928)

## Llegat
El 2009, en ocasió del 150è aniversari del seu naixement, es va organitzar l'exposició La Casa Soler i Palet i es va instaurar el certamen anual «Concurs de narracions curtes Josep Soler i Palet».
- Obres premiades del III Concurs Arxivat 2014-02-02 a Wayback Machine., 2013
- Obres premiades del II Concurs Arxivat 2014-02-03 a Wayback Machine., 2012
- Obres premiades del I Concurs Arxivat 2014-02-03 a Wayback Machine., 2011